# Денисов, Николай Алексеевич
Никола́й Алексееви́ч Дени́сов (1843 - 29 декабря 1907 (11 января 1908)) — горный инженер, тайный советник, директор Горного Департамента, член Горного Совета

## Происхождение
Уроженец Томской губернии, сын коллежского асессора Денисова Алексея Федоровича, внук Денисова Федора Ивановича, берггешворена в Салаирском крае. Жена, Софья Александровна, дочь горного начальника Алтайских заводов Фрезе Александра Ермолаевича, дочь — Ольга 1868 г.р..

## Биография
- в 1863 году окончил Институт Корпуса горных инженеров первым в выпуске. После окончания ИКГИ служил на Алтае.
- в 1869 г. — коллежский асессор
- в 1871 г. — помощник управляющего Сузунским заводом.
- в 1873 г. — помощник управляющего химической частью на Санкт-Петербургском монетном дворе в чине надворного советника
- с 1875 г. — столоначальник в Горном Департаменте
- с 1880 г. — старший столоначальник в Горном Департаменте
- с 1881 г. — начальник Инспекторского отделения ГД
- с 1886 г. — помощник Главного начальника Уральских заводов
- с 1888 г. — начальник Томского горного управления
- в 1896—1900 гг. — директор Горного Департамента Министерства земледелия и государственных имуществ
- с 1896 г. — тайный советник, член Горного Совета — высшего горного учреждения, председатель Горного Ученого Комитета (ГУК), автор публикаций в «Горном Журнале».

## Труды
- Денисов Н. А. О частной золотопромышленности в Западной Сибири. — «Горный журнал», СПб., 1891. Т. IY, кн. 12, с. 513—536.